# Odevce
Odevce (en serbocroata: Odevce / Одевце) o Hodec (en albanés: Hodec) es un pueblo en el municipio de Ranilug del distrito de Gnjilane de Kosovo. Odevce es uno de los enclaves serbios en Kosovo. 

## Demografía
La evolución demográfica de Odevce entre 1948 y 2011 fue la siguiente:
| 237                                                 | 215 | 265 | 258 | 189 | 122 | 56 |
| (Fuente: Population of Kosovo since Yugoslav times) |     |     |     |     |     |    |

Según el censo de 2011 (boicoteado parcialmente por los serbios), los serbios representaban el 100% de la población (56 personas).